# 2-メチル-5,7-ジヒドキシクロモン
2-メチル-5,7-ジヒドキシクロモン（2-methyl-5,7-dihydroxychromone）は、クロモン類の1種である。2-メチル-5,7-ジヒドロキシ-4H-1-ベンゾピラン-4-オン（2-Methyl-5,7-dihydroxychromone;5,7-Dihydroxy-2-methyl-4H-1-benzopyran-4-one）などの別名も存在する。
分子式は、C10H8O4、分子量は192.2。
ジバクアリがまき散らす液体に含まれていることが知られている。